# Марк Клавдій Марцелл (легат)
Марк Клавдій Марцелл (лат. Marcus Claudius Marcellus, близько 150 до н. е. — після 73 до н. е.) — політичний, військовий діяч, красномовець Римської республіки.

## Життєпис
Походив з впливового плебейського роду Клавдіїв Марцеллів. Про молоді роки немає відомостей.
У 102 році до н. е. був легатом Гая Марія у війні з кімврами та тевтонами. У битві при Аквах Секстіевих на чолі невеликого загону заздалегідь обійшов вороже військо і напав на нього з тилу, чим сприяв перемозі римлян. До цього часу вже став претором.
У 90-х роках до н. е. за якимось обвинуваченням перебував під судом, де проти нього свідчив його особистий ворог Луцій Ліциній Красс Оратор. За рішенням суду був виправданий. У 90 році до н. е. як легат Луція Юлія Цезаря в Союзницькій війні був обложений в Езернії і змушений здатися через голод. У 81 році до н. е. був суддею в процесі Публія Квінкція. У 73 році до н. е. вдруге став претором. Про подальшу долю нічого невідомо.

## Родина
- Публій Корнелій Лентул Марцеллін, монетарій 100 року до н. е.
- Марк Клавдій Марцелл Езернін